# Alfa Semedo
Alfa Semedo Esteves (30 augustus 1997) is een Guinee-Bissaus voetballer die doorgaans speelt als middenvelder. In juli 2024 verruilde hij Al-Tai voor NEOM. Semedo maakte in 2021 zijn debuut in het Guinee-Bissaus voetbalelftal.

## Clubcarrière
Semedo speelde in de jeugd van van Benfica, maar hij wist niet door te breken in het eerste elftal van die club. Aan het begin van het seizoen 2016/17 werd de middenvelder voor één jaar verhuurd aan Vilafranquense. Na deze jaargang verliet Semedo Benfica definitief, toen Moreirense hem op vaste basis overnam en een contract gaf voor de duur van vier seizoenen. In zijn debuutseizoen op het hoogste niveau speelde de Guinee-Bissause voetballer achtentwintig competitiewedstrijden, met daarin twee doelpunten. Na een afwezigheid van één seizoen haalde Benfica de middenvelder weer terug, voor circa twee miljoen euro. In de winterstop van het seizoen 2018/19 verhuurde Benfica de middenvelder voor een halfjaar aan Espanyol. In de zomer van 2019 werd Semedo verhuurd aan het Engelse Nottingham Forest. Een jaar later werd hij voor een seizoen uitgeleend aan Reading. In de zomer van 2021 maakte Semedo voor circa anderhalf miljoen euro de overstap naar Vitória Guimarães. Een jaar later nam Ai-Tai hem over. Binnen Saoedi-Arabië verkaste hij medio 2024 naar NEOM.

## Clubstatistieken
| Seizoen | Club                | Competitie             | Competitie | Competitie | Beker | Beker | Internationaal | Internationaal | Totaal | Totaal |
| Seizoen | Club                | Competitie             | Wed.       | Dlp.       | Wed.  | Dlp.  | Wed.           | Dlp.           | Wed.   | Dlp.   |
| ------- | ------------------- | ---------------------- | ---------- | ---------- | ----- | ----- | -------------- | -------------- | ------ | ------ |
| 2015/16 | Benfica             | Primeira Liga          | 0          | 0          | 0     | 0     | 0              | 0              | 0      | 0      |
| 2016/17 | → Vilafranquense    | Campeonato de Portugal | 29         | 4          | 2     | 0     | —              | —              | 31     | 4      |
| 2017/18 | Moreirense          | Primeira Liga          | 28         | 2          | 5     | 1     | —              | —              | 33     | 3      |
| 2018/19 | Benfica             | Primeira Liga          | 5          | 0          | 5     | 0     | 5              | 1              | 15     | 1      |
| 2018/19 | → Espanyol          | Primera División       | 3          | 0          | 0     | 0     | —              | —              | 3      | 0      |
| 2019/20 | → Nottingham Forest | Championship           | 24         | 2          | 2     | 0     | —              | —              | 26     | 2      |
| 2020/21 | Reading             | Championship           | 39         | 2          | 1     | 0     | —              | —              | 40     | 2      |
| 2021/22 | Vitória Guimarães   | Primeira Liga          | 26         | 0          | 5     | 0     | —              | —              | 31     | 0      |
| 2022/23 | Vitória Guimarães   | Primeira Liga          | 1          | 0          | 0     | 0     | 3              | 0              | 4      | 0      |
| 2022/23 | Al-Tai              | Pro League             | 28         | 2          | 1     | 0     | —              | —              | 29     | 2      |
| 2023/24 | Al-Tai              | Pro League             | 32         | 1          | 1     | 0     | —              | —              | 33     | 1      |
| 2024/25 | NEOM                | FDL                    | 0          | 0          | 0     | 0     | —              | —              | 0      | 0      |
| Totaal  | Totaal              | Totaal                 | 215        | 13         | 22    | 1     | 8              | 1              | 245    | 15     |

Bijgewerkt op 26 juli 2024.

## Interlandcarrière
Semedo maakte zijn debuut in het Guinee-Bissaus voetbalelftal op 26 maart 2021, toen met 1–3 gewonnen werd van Swaziland. Marcelo Djaló scoorde namens Guinee-Bissau, waarna Felix Badenhorst gelijkmaakte. Semedo zette zijn land weer op voorsprong en Pelé bepaalde de eindstand. De andere Guinee-Bissause debutanten dit duel waren Fali Candé (Portimonense), Simão Júnior (Cova da Piedade) en Jefferson Encada (Leixões).
Eind december 2021 werd Semedo opgenomen in de selectie van Guinee-Bissau voor het uitgestelde Afrikaans kampioenschap 2021. Het land werd in de groepsfase uitgeschakeld na een 0–0 tegen Soedan en nederlagen tegen Egypte (0–1) en Nigeria (0–2). Semedo speelde alleen tegen dat laatste land mee. Zijn toenmalige teamgenoten Abdul Mumin (Ghana) en Falaye Sacko (Mali) waren ook actief op het toernooi.
Semedo maakte in januari 2024 deel uit van de selectie van Guinee-Bissau die bondscoach Baciro Candé samenstelde voor het uitgestelde Afrikaans kampioenschap 2023. Het land werd in de groepsfase uitgeschakeld na nederlagen tegen Ivoorkust (2–0), Equatoriaal-Guinea (4–2) en Nigeria (0–1). Semedo speelde in alle drie duels mee.
| Interlands van Alfa Semedo voor Guinee-Bissau | Interlands van Alfa Semedo voor Guinee-Bissau | Interlands van Alfa Semedo voor Guinee-Bissau | Interlands van Alfa Semedo voor Guinee-Bissau | Interlands van Alfa Semedo voor Guinee-Bissau | Interlands van Alfa Semedo voor Guinee-Bissau | Interlands van Alfa Semedo voor Guinee-Bissau |
| №                                             | Datum                                         | Wedstrijd                                     | Uitslag                                       | Competitie                                    | Goals                                         |                                               |
| Als speler bij Reading                        | Als speler bij Reading                        | Als speler bij Reading                        | Als speler bij Reading                        | Als speler bij Reading                        | Als speler bij Reading                        | Als speler bij Reading                        |
| --------------------------------------------- | --------------------------------------------- | --------------------------------------------- | --------------------------------------------- | --------------------------------------------- | --------------------------------------------- | --------------------------------------------- |
| 1                                             | 26 maart 2021                                 | Swaziland – Guinee-Bissau                     | 1 – 3                                         | AK 2021 kwalificatie                          | 24'                                           |                                               |
| 2                                             | 30 maart 2021                                 | Guinee-Bissau – Congo-Brazzaville             | 3 – 0                                         | AK 2021 kwalificatie                          |                                               |                                               |
| Als speler bij Vitória Guimarães              |                                               |                                               |                                               |                                               |                                               |                                               |
| 3                                             | 1 september 2021                              | Guinee-Bissau – Guinee                        | 1 – 1                                         | WK 2022 kwalificatie                          |                                               |                                               |
| 4                                             | 7 september 2021                              | Soedan – Guinee-Bissau                        | 2 – 4                                         | WK 2022 kwalificatie                          |                                               |                                               |
| 5                                             | 6 oktober 2021                                | Marokko – Guinee-Bissau                       | 5 – 0                                         | WK 2022 kwalificatie                          |                                               |                                               |
| 6                                             | 9 oktober 2021                                | Guinee-Bissau – Marokko                       | 0 – 3                                         | WK 2022 kwalificatie                          |                                               |                                               |
| 7                                             | 12 november 2021                              | Guinee – Guinee-Bissau                        | 0 – 0                                         | WK 2022 kwalificatie                          |                                               |                                               |
| 8                                             | 15 november 2021                              | Guinee-Bissau – Soedan                        | 0 – 0                                         | WK 2022 kwalificatie                          |                                               |                                               |
| 9                                             | 19 januari 2022                               | Guinee-Bissau – Nigeria                       | 0 – 2                                         | AK 2021                                       |                                               |                                               |
| 10                                            | 23 maart 2022                                 | Guinee-Bissau – Equatoriaal-Guinea            | 3 – 0                                         | Vriendschappelijk                             |                                               |                                               |
| 11                                            | 26 maart 2022                                 | Angola – Guinee-Bissau                        | 3 – 2                                         | Vriendschappelijk                             |                                               |                                               |
| 12                                            | 9 juni 2022                                   | Guinee-Bissau – Sao Tomé en Principe          | 5 – 1                                         | AK 2023 kwalificatie                          | 40'                                           |                                               |
| 13                                            | 13 juni 2022                                  | Sierra Leone – Guinee-Bissau                  | 2 – 2                                         | AK 2023 kwalificatie                          |                                               |                                               |
| Als speler bij Al-Tai                         |                                               |                                               |                                               |                                               |                                               |                                               |
| 14                                            | 24 september 2022                             | Martinique – Guinee-Bissau                    | 1 – 1                                         | Vriendschappelijk                             |                                               |                                               |
| 15                                            | 24 maart 2023                                 | Nigeria – Guinee-Bissau                       | 0 – 1                                         | AK 2023 kwalificatie                          |                                               |                                               |
| 16                                            | 27 maart 2023                                 | Guinee-Bissau – Nigeria                       | 0 – 1                                         | AK 2023 kwalificatie                          |                                               |                                               |
| 17                                            | 14 juni 2023                                  | Sao Tomé en Principe – Guinee-Bissau          | 0 – 1                                         | AK 2023 kwalificatie                          |                                               |                                               |
| 18                                            | 13 oktober 2023                               | Guinee – Guinee-Bissau                        | 1 – 0                                         | Vriendschappelijk                             |                                               |                                               |
| 19                                            | 17 november 2023                              | Burkina Faso – Guinee-Bissau                  | 1 – 1                                         | WK 2026 kwalificatie                          |                                               |                                               |
| 20                                            | 20 november 2023                              | Djibouti – Guinee-Bissau                      | 0 – 1                                         | WK 2026 kwalificatie                          |                                               |                                               |
| 21                                            | 6 januari 2024                                | Mali – Guinee-Bissau                          | 6 – 2                                         | Vriendschappelijk                             |                                               |                                               |
| 22                                            | 13 januari 2024                               | Ivoorkust – Guinee-Bissau                     | 2 – 0                                         | AK 2023                                       |                                               |                                               |
| 23                                            | 18 januari 2024                               | Equatoriaal-Guinea – Guinee-Bissau            | 4 – 2                                         | AK 2023                                       |                                               |                                               |
| 24                                            | 22 januari 2024                               | Guinee-Bissau – Nigeria                       | 0 – 1                                         | AK 2023                                       |                                               |                                               |
| 25                                            | 22 maart 2024                                 | Soedan – Guinee-Bissau                        | 1 – 0                                         | Vriendschappelijk                             |                                               |                                               |
| 26                                            | 25 maart 2024                                 | Soedan – Guinee-Bissau                        | 1 – 2                                         | Vriendschappelijk                             |                                               |                                               |
| 27                                            | 6 juni 2024                                   | Guinee-Bissau – Ethiopië                      | 0 – 0                                         | WK 2026 kwalificatie                          |                                               |                                               |
| 28                                            | 10 juni 2024                                  | Guinee-Bissau – Egypte                        | 1 – 1                                         | WK 2026 kwalificatie                          |                                               |                                               |

Bijgewerkt op 26 juli 2024.